# Konstantinplatz 1 (Mönchengladbach)

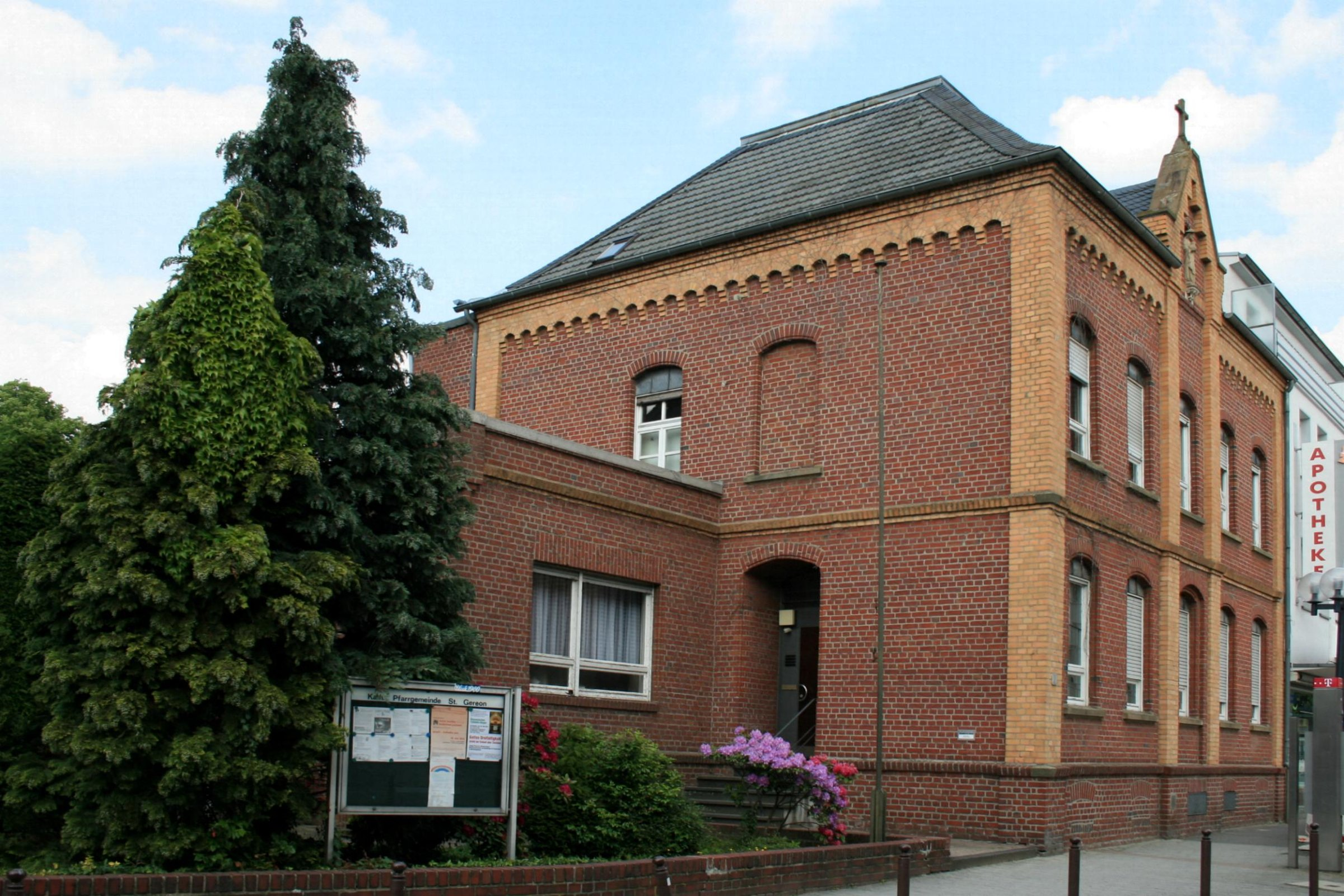
Altes Pfarrhaus (2011)

Das alte Pfarrhaus Konstantinplatz 1 steht im Stadtteil Giesenkirchen in Mönchengladbach (Nordrhein-Westfalen).
Das Gebäude wurde 1893 erbaut. Es wurde unter Nr. K 023 am 24. September 1985 in die Denkmalliste der Stadt Mönchengladbach eingetragen.

## Architektur
Im Ortszentrum von Giesenkirchen bildet neben der Kirche und Rathaus das alte Pfarrhaus die dritte historische und städtebauliche Dominanz des Konstantinplatzes.
Das Objekt ist ein zweigeschossiges, über rechteckigem Grundriss errichtetes Backsteingebäude mit hohem Kellersockel, Drempel und steilgeneigtem Walmdach mit flacher Deckelplatte aus dem Jahre 1893.
Erhaltenswert als für die Entstehungszeit charakteristischer Pfarrhausbau in einfacher, nur durch wenige Zierelemente bereicherter Backsteingliederung, dem für die städtebauliche Gesamtwirkung des Konstantinplatzes wesentliche Bedeutung zukommt.